# GP Horsens
Der GP Horsens ist ein dänisches Straßenradrennen. Das Eintagesrennen wird in der Region Horsens ausgetragen.
2015 wurde das Radrennen erstmals veranstaltet. Seitdem gehört das Rennen zur UCI Europe Tour und ist dort in der Kategorie 1.2 eingestuft.
Die bisherigen Austragungen wurde vom Dänen Alexander Kamp gewonnen.

## Sieger
| Jahr | Sieger          | Zweiter              | Dritter                |
| ---- | --------------- | -------------------- | ---------------------- |
| 2015 | Alexander Kamp  | Rasmus Guldhammer    | Asbjørn Kragh Andersen |
| 2016 | Alexander Kamp  | Arvid de Kleijn      | Stefan Djurhuus        |
| 2017 | Casper Pedersen | Rasmus Guldhammer    | Torkil Veyhe           |
| 2018 | Herman Dahl     | Steffen Christiansen | Magnus Bak Klaris      |